# Cayratia geniculata
Cayratia geniculata är en vinväxtart som först beskrevs av Bi., och fick sitt nu gällande namn av Gagn.. Cayratia geniculata ingår i släktet Cayratia och familjen vinväxter. Utöver nominatformen finns också underarten C. g. sarcocarpa.